# Ancistrocerus kenyaensis
Ancistrocerus kenyaensis är en stekelart som beskrevs av Giordani Soika 1974. Ancistrocerus kenyaensis ingår i släktet murargetingar, och familjen Eumenidae. Utöver nominatformen finns också underarten A. k. maximus.